# Konstantinos Paspatis
Konstantinos George Paspatis (in greco Κωνσταντίνος Πασπατις?; Liverpool, 5 giugno 1878 – Atene, 14 marzo o 1º luglio 1903) è stato un tennista greco.

## Carriera
Partecipò ai tornei di tennis delle prime Olimpiadi moderne che si svolsero ad Atene nel 1896. Vinse la medaglia di bronzo nel singolare, mentre nel doppio, insieme ad Euaggelos Rallīs, uscì al primo turno.